# Magna Istria
Magna Istria è un docufilm del 2010 diretto da Cristina Mantis.

## Trama
Il docu film Magna Istria ricostruisce il viaggio di una nipote di esuli in terra d'istria. La ricerca di una ricetta andata perduta è il pretesto per entrare nel cuore dell'esodo giuliano dalmata e interfacciarsi con una delle più controverse e dolorose pagine di storia del nostro paese, all'indomani del secondo condlitto mondiale, in cui oltre 350.000 persone furono costrette ad abbandonare i propri affetti, le proprie case, la propria terra.

## Produzione
Le riprese si sono svolte in Piemonte, nel Lazio e percorrendo un viaggio dal Friuli-Venezia Giulia fino alla penisola dell'Istria.

## Distribuzione
Nel 2011 il trailer del documentario è stato pubblicato sulla piattaforma Youtube.
Il documentario è andato in onda su RAI 3 ed è stato proiettato negli anni in varie città in occasione della celebrazione del Giorno del Ricordo

## Riconoscimenti
- Trieste Film Festival
- Sulmona Film Festival
- Miglior docufilm all'Epizephiry International Film Festival 2010.[4]